# Matics Imre
Matics Imre (Pápa (Veszprém vármegye), 1810. október 28. – Pozsony, 1862. június 4.) főreáliskolai tanár.

## Élete
Szegény szülők gyermekeként született. A gimnázium négy osztályát szülőhelyén, a költészetet és szónoklatot pedig a székesfehérvári középiskolában végezte; a bölcseleti tudományokat a pesti egyetemen hallgatta. Szüleitől segélyt nem kapva, magára volt hagyatva és a legnagyobb szükséggel küzdött. Tanulmányait tovább nem folytathatta és kénytelen volt nevelőnek menni egy nemesi családhoz Zomborba, ahol 3 évig működött. Ezután visszatért Pestre és a Magyar Tudományos Akadémia elnöke 1836 elején írnoknak és javítónak nevezte ki. E tájban ismerkedett meg leginkább a magyar irodalommal, melynek szorgalmas munkása volt. 1838-ban hivatalától megvált és Pozsonyba ment Orosz József mellé és a Hirnöknek lett dolgozótársa. 1844. február 22-én az újonnan fölállított érsekújvári tanítóképzőintézetnek lett tanára; ahonnét 1848-ban saját kérésére a pozsonyi elemi iskolához helyezték át; majd a gimnáziumnál és 1850-től a főreáliskolánál a magyar nyelv tanára volt.
Költeményt és elbeszélést írt az Urániába (1832), a Regélőbe (1834-37. költ., elb.), a Honművészbe (1834-38., 1840. költ.), a Nefelejtsbe (1834. költ.), a Társalkodóba (1836. költ.); a Rajzolatokba (1836. költ., 1838. Nyilatkozatai); a Hajnalba (1837-1838. költ.), az Emlénybe (1838., 1840. költ.), a részvét Gyöngyeibe (1838. költ.); a Gazdasági Tudosításokban (IV. 1840. Lehet-e a föld és a telek értékbecsét és adókulcsát általános elvek szerint maradandóan megállapítani, Riedesel után); a Nemzeti Almanachba (1841. költ.); az Életképekbe (1843. költ.); a Magyar Hírlapba (1851. 549. sz. A magyar nyelvtanítás ügye a pozsonyi cs. kir. statusgymnasiumban és a városi reáliskolában); a Szikszói Enyhlapokban (1853. Jegyzetek az élet könyvéből), a Delejtűben (1860. 12. sz. Bánffy György szabadalmas levele, kelt 1670. márc. 6. Karánsebesen, Rafullay czigány vajdának, hogy egész Erdélyben jósolhasson); írt még költeményeket az Aurórába és a Hasznos Mulatságokba is. A Századunk, Hirnök és Sürgöny c. hírlapokba kisebb értekezéseket és külföldi tudósításokat írt.)

## Munkái
- Ungarischer Sprachschatz. Unentbehrliches Hülfsbuch eines tüchtigen Unterrichtes in dieser Sprache. Pressburg, 1847.
- Alkalmazott magyar nyelvtan. Uo. 1847.
- Magyar, német és franczia társalkodás segédkönyve; vagy is alapos útmutatás a társaságos élet minden helyzetében előforduló különféle tárgyakról magát e három nyelven helyesen és csinosan kifejezni. Függelékül a sajátságos szólásmódok, közmondások és czímzetek gyűjteményével. Uo. 1847. (Német czimmel is. 2. kiadás 1847., 3. k. 1853. Uo.)
- Olvasókönyv. Olvasás, szavalás, nyelvelemzés és különféle iratnemek ismertetése végett a magyar irodalom termékeiből a gymnasiumok és reáliskolák számára. Uo. 1851. (2. kiadás. Népszerű olvasókönyv cz. Uo. 1854.)
- Vollständigere Formenlehre der ungarischen Sprache nach einem ihrer orientalischen natur entsprechenden neuen Systeme, gründlich und mit genauer Berücksichtigung aller vorzüglicheren Grammatiken dieser Sprache, und bei steter Vergleichung der deutschen Sprache hinsichtlich ihrer Eigenthümlichkeiten, für deutsche Gymnasien und Realschulen. Uo. 1852.
- Die Abhandlungs-Pflege der Verlassenschaften, pratisch bearbeitet auf Grund des allgemeinen Gesetzbuches und der provisorischen Instruction über das gerichtliche Verfahren in Rechtsgeschäften ausser Steritsachen, mit zugleicher Anwendung der Stempel- und Gebühren-Gesetzes für Beamte, Seelsorger, Vorsteher der öffentlichen Anstalten und Geschäftsmänner. Uo. 1853.
- A hagyaték tárgyalása. Brzezina Fridrik után ford. Uo. 1853.
- Olvasójáték 4-5 éves gyermekek számára, mely által ők tanító és sajátlagos oktatás nélkül megfelelő rövid idő alatt nemcsak olvasni megtanulnak, hanem egyszersmind szellemöket s erkölcsüket a kifejlődés oly fokára viszik, mely eddig ily korban a ritkaságokhoz tartozott. 109 kártyabetűvel, 19 olvasó és 1 kirakó táblával. Witernitz Károly után magyar nyelvre alkalmazta. Bécs, 1854. (3. kiadás, Pest, 1863. 5. jav. kiadás. Bpest, év n.).
- Anletiung die ungarische Sprache möglichst schnell zu erlernen. Inhalt: Formsätze und Nachahmungen nach der ganzen Grammatik. Die nöthigsten Gespräche über unausweichliche Verhältnisse. Die geberäuchlichsten Idiotismen der ungarischen Sprache. Pressburg, 1859.
- Arany Ábécze. Hely és év. n. (Versben).

Ferenczy szerint Lamberg gróf czikkeit: Elfogulatlan nézetek különféle politikai viszonyaink fölött c. alatt (1843.) ő adta ki. (Ezt nem ismerem).

### Kéziratban
- A tudomány-szeretet (költemény, a Magyar Nemzeti Múzeumban 8rét 2 levél).